# Franz Lindt
Franz Lindt (* 11. September 1844 in Bern; † 17. November 1901 ebenda) war ein Schweizer Ingenieur und Politiker (FDP).

## Leben
Lindt besuchte die Schulen in Bern und absolvierte von 1862 bis 1865 die Ingenieurschule des Eidgenössischen Polytechnikums in Zürich. Nach kurzem Auslandsaufenthalt wurde er Adjunkt beim bernischen Kantonsgeometer Franz Rudolf Jakob Rohr. Nachdem dieser 1872 in den Regierungsrat gewählt worden war, übernahm Lindt das Amt als Kantonsgeometer. 1894 wurde er in den Gemeinderat der Stadt Bern gewählt, wo er das Baudepartement übernahm. 1895 wurde er zusätzlich in den Grossen Rat des Kantons Bern gewählt. Nach Wahl des Stadtpräsidenten Eduard Müller in den Bundesrat übernahm er zudem das Amt des Stadtpräsidenten von Bern. 1899 trat er wegen eines Gehirnleidens von seinen öffentlichen Ämtern zurück.
Franz Lindt war Offizier der Genietruppen, 1892 kommandierte er als Oberstleutnant den Korps-Brückentrain 2, und von 1895 bis 1896 die Kriegsbrückenabteilung 2.